# Szabó Ferenc (piarista pap)
Szabó Ferenc (Székesfehérvár, 1848. szeptember 8. – Kecskemét, 1893. szeptember 11.) piarista szerzetes, áldozópap és tanár.

## Élete
A gymnasium öt alsó osztályát szülővárosában elvégezvén, 1864. augusztus 31-én a kegyes tanítórendbe lépett. A próbaévet Vácon töltötte, a VI. osztályt Kecskeméten, a VII. és VIII. osztályt Kolozsvárt végezte. Mint próbaéves tanár 1868-tól 1870-ig Máramarosszigeten működött; innét Nyitrára ment a hittudományok hallgatására 1871. június 4-én szerzetesi fogadalmat tett, és ugyanott 1872. augusztus 2-án áldozópappá szenteltetett. 1872-től 1879-ig Veszprémben volt tanár. 1878. december 7-én tanári vizsgálatot tett a bölcseletből és mennyiségtanból. 1879-től 1882-ig Nagykanizsán, 1882-től Kecskeméten tanított; 1891-től ugyanott egyszersmind házfőnök; Kecskemét város törvényhatósági bizottságának és iskolaszéknek választott tagja.
A Veszprém munkatársa volt a lap megalapításától 1875. jún.-tól 1879. szept.-ig; 1876. okt.-től a Heti Szemle rovatvezetője és közgyűlési tudósítója; írt a Zalai Közlönybe (1880-81), és a Veszprémi Közlönybe (1885). Programmértekezései a veszprémi nagy gymnasium Tudósítványában (1876. Vilony. Phosphorus P. 31.), a nagy-kanizsai kath. főgymnasium Értesítőjében (1881. A jellem és jellemképzés vázlata.)
Felolvasásokat tartott Kecskeméten 1884-85-ben (kéziratban). Álneve és jegyei: Philos., (Sz.) és (Sz. F.) a Veszprémben és Zalai Közlönyben. 